# أي كاتو
أي كاتو (باليابانية: 加藤あい؛ بالكانا: かとう あい) هي عارضة وممثلة يابانية، ولدت في 12 ديسمبر 1982 في آيتشي في اليابان.

## وصلات خارجية
- أي كاتو على موقع IMDb (الإنجليزية)
- أي كاتو على موقع أول موفي (الإنجليزية)
- أي كاتو على موقع قاعدة بيانات الفيلم (الإنجليزية)